# Šekovići
Šekovići (in serbo Шековићи) è un comune della Bosnia ed Erzegovina situato nella Repubblica Serba con 7.771 abitanti al censimento 2013.